# 山本啓介
山本 啓介（やまもと けいすけ）は、日本の和歌文学研究者。青山学院大学文学部准教授。博士（文学）（青山学院大学・2008年）（学位論文 「「詠歌」としての和歌―披講の場と音韻を中心に―」）。

## 学歴
- 1999年 青山学院大学文学部日本文学科卒業
- 2001年 青山学院大学大学院文学研究科日本文学・日本語専攻博士前期課程修了
- 2008年 青山学院大学大学院文学研究科日本文学・日本語専攻博士後期課程修了

## 職歴
- 2008年 学習院大学文学部 日本学術振興会特別研究員
- 2008年 青山学院大学文学部 非常勤講師
- 2010年 新潟大学教育学部言語文化コミュニケーション講座 准教授
- 2017年 青山学院大学文学部 准教授

## 著書・共著書
- 源氏作例秘訣 源氏物語享受歌集成（浅田徹編 松本麻子他共著 青簡社 2008年）
- 文芸会席作法書集（廣木一人、松本麻子共編 風間書房 2008年）
- 詠歌としての和歌 和歌会作法・字余り歌―付〈翻刻〉和歌会作法書―（新典社 2009年）
- 新撰菟玖波集全釈 第四巻～第九巻（奥田勲、岸田依子、廣木一人、宮脇真彦編 岡﨑真紀子、松本麻子、永田英理他共著 三弥井書店 2009年）
- 古事談抄全釈（浅見和彦編 伊東玉美、松本麻子他共著（笠間書院 2010年）
- 連歌辞典（廣木一人編 松本麻子、永田英理共著 東京堂出版 2010年）
- 和歌史を学ぶ人のために（鈴木健一、鈴木宏子編 鉄野昌弘他共著 世界思想社 2011年）
- 中世文学と隣接諸学5 中世の学芸と古典注釈（前田雅之編 土方洋一他共著 竹林舎 2011年）
- 鳥獣虫魚の文学史 日本古典の自然観 第三巻 虫の巻（鈴木健一編 大井田晴彦他共著 三弥井書店 2012年）
- 和歌文学大系64 為家卿集／瓊玉和歌集／伏見院御集（佐藤智広、石澤一志共著 明治書院 2014年）